# The Riplets
The Riplets was een Nederlandse "all girl"-punkrockband uit Rotterdam. De band werd opgericht in 1998 en trad in 1999 voor het eerst op. Na 7 Our Engine is Running opgenomen te hebben volgde in 2002 hun eerste volwaardige album genaamd Rock 'n Roll Beat. Dit album werd geproduceerd door Vincent Koreman en Perry Leenhouts van de Travoltas met wie ze eerder een vijf weken lange tour deden. 
De bandleden waren Janneke Baken, Valesca Mulder en Allison Nuijen, en werd hierna uitgebreid met een toetsenist, Honey Lovebux (Nathalie van Zundert).
Het eerste album en de typische optredens van de dames (verkleed in outfits als duivels en katten) zorgden voor veel media-aandacht  en veel optredens van jongerencentra tot bevrijdingsfestivals. Ook verzorgden zij het voorprogramma van Sum 41 in 013 in Tilburg.
In september 2003 volgde een korte Amerikaanse tour in het westen van de Verenigde Staten. Terug in Nederland volgde het opnemen van een tweede album, Love Special Delivery Boy, dat werd opgenomen in de Voight in Eindhoven. Toetseniste Honey Lovebux, die in de zomer de band had verlaten, werd in oktober vervangen door Alice Bron.
In februari 2004 komt het tweede album uit. Deze keer niet bij My first Sonny Weismuller maar bij U-sonic, het label van distributeur Sonic Rendezvous. Optredens op Eurosonic volgen, evenals een tour met onder andere Green Lizard voor de Jack Daniels Rocknight.
In 2005 is het wat rustiger rondom de meidengroep. Gitarist Allison Nuijen verlaat de band, Janneke Baken wordt moeder en Alice verlaat de band. Ryanne Riot, ex-Bad Candy gitarist, voegt zich bij de band.
In 2006 nemen ze een single op met Lady Aïda en Drillem en toeren ze gezamenlijk door Nederland als The Driplets.
In 2007 kwam een single uit, the boy can dance, die door henzelf is geproduceerd. Ook kwam een derde plaat uit, Rock, waarop meer invloeden van rockmuziek zijn te horen.
In oktober 2008 stopte de band er na tien jaar mee.